# Dolina Kłodawy
Dolina Kłodawy este o arie protejată (sit de importanță comunitară — SCI) din Polonia întinsă pe o suprafață de 10,51 ha, integral pe uscat.

## Localizare
Centrul sitului Dolina Kłodawy este situat la coordonatele 54°11′22″N 18°31′35″E / 54.1895°N 18.5264°E.

## Înființare
Situl Dolina Kłodawy a fost declarat sit de importanță comunitară în aprilie 2004 pentru a proteja un număr necunoscut de specii din flora spontană și fauna sălbatică aflate în arealul zonei.

## Biodiversitate
Situată în ecoregiunea continentală, aria protejată conține 3 habitate naturale: Păduri de stejar sau de stejar și carpen sub-atlantice și medio-europene de Carpinion betuli, Păduri aluvionare cu Alnus glutinosa și Fraxinus excelsior (Alno-Padion, Alnion incanae, Salicion albae), Păduri mixte riverane de Quercus robur, Ulmus laevis și Ulmus minor, Fraxinus excelsior sau Fraxinus angustifolia, de-a lungul marilor râuri (Ulmenion minoris).
La baza desemnării sitului se află un număr nedeclarat de specii protejate.